# Jenő Kunczfalusy
Jenő Kunczfalusy, madžarski feldmaršal, * 1893, † 1975.